# Наполеонівська італійська ліра

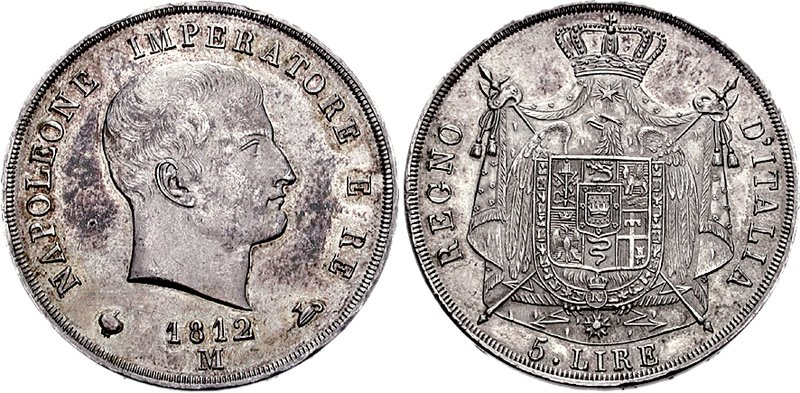
Монета 5 наполеонівських лір

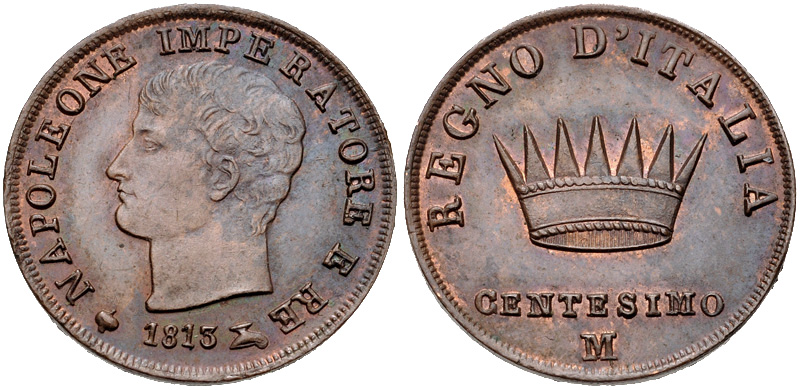
1 чентезімо (1813), мідь, Залізна корона

Наполеонівська італійська ліра (італ. Lira italiana napoleonica) — ліра швидкоплинного Італійського королівства, створеного імператором Наполеоном I в 1805 році. Незважаючи на те, що у 1814 році Італійське королівство було захоплене та ліквідоване австрійцями, наполеонівська італійська ліра перебувала в обігу на території Північної Італії аж до 1822, коли замінена австрійською лірою. Складалася з 20 сольдо.